# Manhunt (videogioco)
Manhunt è un videogioco d'azione in terza persona sviluppato dalla Rockstar North.

## Trama
Il gioco si svolge nella città di Carcer City, dove il protagonista, James Earl Cash, è un uomo incarcerato a causa di diversi gravi crimini e condannato a morte per iniezione letale. Ma l'esecuzione non porta alla morte del protagonista, poiché nel prologo del gioco si verrà a sapere che l'iniezione non contiene del tiopental sodico, ma solo un potente sedativo.
I dottori incaricati all'esecuzione infatti sono stati corrotti a negligere da un uomo misterioso, un famoso e ricco ex-regista della Hollywood per famiglie, Lionel Starkweather, che si diletta a registrare e distribuire snuff movies attraverso una compagnia chiamata Valiant Video Enterprises. Il misterioso regista ha risparmiato la vita a Cash in cambio delle sue performance: esporrà al protagonista le regole per poter sopravvivere attraverso un auricolare, controllandolo ininterrottamente tramite delle videocamere sparse per gli scenari del film designati da sé stesso.
Lo scopo di Cash è sopravvivere ad una vera e propria caccia all'uomo. Il suo percorso sarà ostacolato da gang locali della città, gente pericolosa, esaltata e perversa, che controllano i vari distretti malfamati della città e che si distingue da quelle normali per l'utilizzo di maschere e copricapi non sempre gioiosi.
Cash dovrà nascondersi, attendere il nemico e sfruttare l'occasione propizia per ucciderlo, seguendolo furtivamente e senza farsi scoprire, e quindi offrire lo spettacolo voluto dal regista. Potrà anche affrontarli a viso aperto, ma non sempre è consigliato, in quanto spesso le vittime chiameranno aiuto ed altri scagnozzi arriveranno per proteggerlo. Altri livelli del gioco saranno invece incentrati sulle sparatorie, metodo di gioco che consente l'utilizzo delle cosiddette "coperture", delle trincee da cui sparare senza subire il fuoco nemico. Le esecuzioni potranno essere rapide, violente e sanguinose, queste ultime decisive per aumentare il punteggio finale del livello (e del gioco), con conseguente sbloccamento di livelli bonus ed extra del gioco.
L'utente avrà a disposizione una ricca gamma di armi, da taglio e da fuoco, come pistole e fucili a canne mozze fino al M16, ma anche sacchetti di plastica o cavi di gomma che serviranno a soffocare i nemici.

## Personaggi
James Earl Cash
Il protagonista del gioco. Un uomo affetto da un'evidente sociopatia, condannato dopo tre anni di reclusione nel Braccio della Morte per reati ignoti e che mai si verranno a sapere, alla pena capitale per iniezione letale. Beneficia di una particolare sospensione della pena, ad opera del regista Lionel Starkweather, che aveva corrotto i medici incaricati per l'iniezione, ma ad un prezzo: girare per lui degli Snuff Movies.
La Giornalista
Una reporter d'assalto sulle tracce dei loschi affari di Starkweather da tempo. La donna è una delle figure principali nella fuga di Cash dalle grinfie di Starkweather e dei suoi uomini e dopo aver fatto questo favore al galeotto, spera di ottenere qualcosa in cambio, nulla di materiale sia ben chiaro, quanto piuttosto un aiuto nel suo reportage atto ad inchiodare definitivamente il regista snuff.
Lionel Starkweather
Il villain principale del gioco. Prometterà inizialmente la libertà a Cash, per poi trasformarlo in realtà nel protagonista per i suoi filmini snuff che egli si diletta a realizzare. Il sadico regista, dotato di una spiccata ma perversa originalità, durante il corso del gioco parlerà più volte a Cash tramite un auricolare, e diverse volte richiederà omicidi speciali e coreografati per girare delle sue pellicole, commentandoli costantemente con esclamazioni di rabbia, gioia e -di tanto in tanto- puro piacere fisico.
Il "Bianconiglio"
Uno dei tanti psicolabili che Cash si trova ad affrontare nella sua violenta avventura. È un malato mentale che crede di essere uno dei protagonisti di Alice nel Paese delle Meraviglie e che si veste appunto come un coniglio bianco, oltre ad essere il capo della gang di psicopatici che popola il manicomio Darkwoods, sua tana, di cui possiede le chiavi che andranno recuperate per fuggire. È armato di un possente fucile a pompa. Il bianconiglio è presente anche in una scena del sequel, Manhunt 2: in un set televisivo, si può vedere una sua maschera infilata su un palo vicino a un palco; oltre ad un uomo impiccato vestito appunto da bianconiglio.
Piggsy
Un maniaco serial killer sovrappeso fuori da ogni misura armato di motosega, protagonista di diversi Snuff Movies di Starkweather. Negli ultimi tempi però, era diventato praticamente incontrollabile e il regista ebbe la buona idea di rinchiuderlo nella soffitta della sua villa. È un uomo in tutto e per tutto malato e fuori di testa, che si crede un maiale: grugnisce e grufola, si veste con la pelle e la testa di un enorme suino. Proprio questa sua pazzia e originalità, è diventato uno dei personaggi più apprezzati dai fan della Rockstar Games.
Ramirez
Ramirez lo si può definire il braccio destro armato di Starkweather. È lui l'uomo messo sul campo dal regista per controllare le gang, ed è proprio Ramirez il capo di una delle peggiori gang di Carcer City, i Wardogs, tutta gente veloce, ben armata e pronta ad eliminare qualsiasi ostacolo gli si pari di fronte. Ramirez viene comunque visto da tutti i membri di tutte le gang come il capo. È lui infatti che spartisce gli ordini impartiti da Starkweather ed è lui a controllare che gli attori facciano ciò che il regista vuole da loro.
A differenza di molti, Ramirez preferisce il combattimento corpo a corpo piuttosto che la lotta con fucili e pistole, probabilmente perché da molta fiducia alle sue doti atletiche.
Capo dei Cerberi
I Cerberi sono un gruppo armato di stampo militare e come tutti i gruppi di questo tipo vivono seguendo una gerarchia ben chiara prendendo ordini esclusivamente dai superiori senza fare mai nulla di testa propria. Un solo uomo è a capo del gruppo dei Cerberi. Quest'uomo, di cui non conosciamo nulla eccetto ciò che concerne il suo lavoro, è in contatto continuo con Starkweather e con tutti i membri del gruppo armato dei Cerberi. Quest'uomo vive all'interno della villa del regista e controlla continuamente i monitor della sicurezza, dirigendo le squadre armate sia all'interno che all'esterno della villa.
Tramp
Tramp è un vagabondo che non ha nulla a che fare con Cash o i film di Starkweather, ma il regista, per aumentare la suspense e la "bellezza" dei suoi snuff movie, di tanto in tanto decide di inserire dei lavori particolari per i suoi protagonisti. In un livello in particolare, Guida Alcolica, Cash deve riuscire a superare una zona abbandonata della città passando intorno e all'interno del vecchio cimitero, il tutto mentre scorta il vagabondo.

## Gang
Carcer City sicuramente non è una città tranquilla, le zone abbandonate della metropoli sono completamente controllate dalle gang e la polizia, piuttosto che tentare di ripulire le aree e incarcerare i violenti, ha scelto di restare in disparte e non entrare neanche nei territori controllati dagli uomini armati delle gang.
- The Hoods: Gli Hoods sono forse la gang con il maggiore numero di membri, ma questo aspetto non sempre porta una gang ad essere la migliore, a volte una maggiore quantità non sempre corrisponde ad una maggiore qualità. Gli Hoods non hanno una cultura militare alle spalle, si tratta quindi di una organizzazione semplice da debellare grazie ai disordini causati dai suoi membri, gente impulsiva ed incapace di pensare con il senno di poi. Gli Hoods si vestono sempre in scuro con generalmente giubbini in pelle, jeans e passamontagna di vario tipo sulla testa. I membri della gang generalmente non sono armati, nel peggiore dei casi saranno in possesso di Piedi di porco o mazze da baseball.
- Skinz: La gang degli Skinz da tempo sta cercando di prendere il posto degli Hoods in città. La gang è formata dai membri appartenenti ad un gruppo neo-nazista che inneggia ad una presunta superiorità dei bianchi. Come gli Hoods, anche negli Skinz non esiste una cultura militare e i membri del gruppo, per la maggior parte spesso completamente drogati, ubriachi e perennemente esaltatati, puntano maggiormente sulla forza del gruppo che sulle abilità personali ed una volta scoperti i nemici, i membri della gang urleranno chiamando gli amici vicini. Generalmente sono vestiti con salopette in jeans, jeans con bretelle o con solo dei pantaloni. Oltre ad indossare maschere da Hockey, non sempre gioiose, adorano i tattoo con cui riempiono ogni parte del loro corpo. Generalmente sono armati di coltelli, sparachiodi, mazze da baseball in metallo.
- Wardogs: I Wardogs, insieme a pochi altri, sono definibili come gruppi militari piuttosto che gang. Hanno un capo che proteggono ed ascoltano, utilizzano armi da fuoco più o meno potenti e sfruttano tattiche militari per eliminare i nemici. Il background militare di alcuni dei membri più importanti del gruppo è stato insegnato anche ai nuovi arrivi. Molti infatti comunicano utilizzando un codice, a volte corretto, altre volte improvvisato. Tutto il gruppo è diviso in una gerarchia militare e chi sta in basso cerca sempre di imitare al meglio quelli che stanno in alto. I Wardogs indossano sempre abiti mimetici, alcune volte esagerano anche con questa voglia di mimetismo indossando abiti che sono più simili a piante che a vestiti. La maggior parte dei membri indossano anche delle bandane per coprire la faccia o più semplicemente la colorano con verdi più o meno scuri. Tutti i membri della gang sono sempre ben armati, nel migliore dei casi avranno un Machete, nei peggiori potranno utilizzare pistole, fucili a pompa o fucili caricati con sonniferi.
- The Innocentz: Per prima cosa gli Innocentz non sono una gang, ma la fusione di due gruppi provenienti dalla zona est di Los Albos. I due gruppi, gli Skullyz e i Babyfaces, non si amano molto a vicenda ma sopra il loro odio mettono il denaro che insieme riescono a racimolare e con il quale livellano i loro disaccordi. Le due gang, come nel caso degli Hoods e degli Skinz, non hanno un background militare e puntano sulla forza del gruppo piuttosto che nelle abilità individuali ed esattamente come fanno gli Skinz, quando si trovano da soli e in pericolo, scappano chiamando gli amici. Gli Skullyz indossano vestiti scuri mentre in faccia si pitturano o utilizzano una maschera, per avere la forma di un teschio bianco. I Babyfaces al contrario sono vestiti con abiti sgargianti e si pitturano la faccia seguendo le forme delle bambole di porcellana. Entrambi i gruppi sono generalmente armati di pistole a tamburo, fucili a canne mozze, piccole falci ed accette.
- The Smileys: Gli Smileys più che una gang sono un gruppo di malati mentali rinchiusi in un ex-manicomio ora trasformato in un "Istituto di detenzione per individui disturbati", un modo come un altro per evitare di dire la realtà dei fatti. Sono inoltre la gang più efferata e violenta del gioco. Come detto prima si tratta di malati mentali, serial killers e psicopatici, tutta gente che non segue nessun pensiero logico e quindi totalmente imprevedibile. Tendono ad ascoltare solo chi ha l'arma più grossa tra le mani e non si preoccupano assolutamente di lanciarsi all'attacco proprio perché non hanno paura di nulla. Molti indossano sulla faccia delle maschere a forma di "emoticons", molte delle quali sono in parte rovinate, rotte o macchiate di sangue. Vestono salopette in jeans, kilt, abiti da donna o soltanto dei pantaloni. Nella maggior parte dei casi non sono armati con armi da fuoco, ma con oggetti trovati in giro. Nel migliore dei casi avranno mazze da baseball o mannaie, nel peggiore saranno armati di pistole e fucili a pompa.
- Scimmie: Questo gruppo armato non lo incontreremo mai nello svolgimento dei livelli di base del gioco, ma compaiono all'interno dello zoo abbandonato esclusivamente nel livello bonus "Scimmia vede, scimmia muore!". Si tratta di un gruppo molto legato al loro territorio, emettono versi da scimmia e uccidono chiunque tenti di invadere il loro mondo o di colpire i loro compagni. Tutti i membri del gruppo hanno tendenze non proprio normali, ma alla fine cosa c'è di normale nel vestirsi da scimmia? Sono tutti vestiti da scimmie, tutti con lo stesso identico costume ed armati con fucili a pompa, a canne mozze o machete.
- Polizia di Carcer City: Non parliamo più di gang ma di polizia, anche se i risultati comunque non saranno molto differenti. Esattamente come le gang, anche la polizia corrotta di Carcer City inizierà la caccia dopo che Starkwheater li avrà avvisati della fuga di Cash, quindi sì: ce l'avranno anche loro con noi. Come fanno le gang, anche i poliziotti controllano il territorio. Le forze di polizia di Carcer City tendono a lavorare sempre in piccoli gruppi composti da almeno due individui. Questo fatto tende a rendere sempre più complicato l'eliminazione in modo silenzioso di questi uomini. Gary Schaffer è il nome del capo delle forze dell'ordine cittadine e sembra essersi dimenticato completamente del distintivo che porta e tende a vendere i suoi servizi e i suoi uomini al miglior offerente. Come ogni poliziotto di qualsiasi luogo, anche quelli di Carcer City indossano delle divise, alcuni poliziotti indossano divise di colore blu, altri indossano anche le giacche ufficiali. Sono sempre armati ed oltre al manganello d'ordinanza, utilizzano fucili da cecchini forniti di mirino laser, fucili a pompa, pistole a tamburo e automatiche.
- S.W.A.T. di Carcer City: Non parliamo più di gang ma di S.W.A.T., anche se i risultati comunque non saranno molto differenti. Esattamente come le gang e i poliziotti, anche le squadre S.W.A.T. danno la caccia a Cash dopo che quest'ultimo avrà ucciso degli ufficiali, e anche gli S.W.A.T. controllano il territorio. Le forze S.W.A.T. di Carcer City lavorano sempre a piccoli gruppi ed informano sempre i compagni sulla loro posizione, nel caso in cui si imbattano su Cash, eliminando in questo modo ogni possibilità che la loro preda gli riesca a scappare. Gary Schaffer è il nome del capo delle forze dell'ordine cittadine e sembra essersi dimenticato completamente del distintivo che porta e tende a vendere i suoi servizi e i suoi uomini al miglior offerente. Come ogni S.W.A.T. di qualsiasi luogo, anche quelli di Carcer City indossano delle divise. Quelle di questi poliziotti sono di colore blu con giubbotti anti-proiettile di colore blu chiaro e caschetto. Sono tutti sempre ben armati con mitragliatori e fucili di precisione.
- Cerberi: I Cerberi sono il gruppo armato di Starkweather e senza ombra di dubbio sono il peggior incubo per ogni genere di criminale. Questi infatti, oltre a gestire i "protagonisti dei film di Starkweather", proteggono il regista ed eliminano qualsiasi cosa o individuo possa dare fastidio al loro datore di lavoro. Come ogni gruppo armato e ben organizzato, i Cerberi prendono i comandi e le direttive da un capo che vive nella stessa villa di Starkweather. I movimenti, comandi e le decisioni che prendono sono tutte di stretta derivanza militare, si muovono singolarmente ma grazie a piccoli microfoni e auricolari si tengono tutti in contatto e appena il bersaglio viene scovato, una comunicazione parte e tutti i Cerberi nelle vicinanze si muovono verso lo stesso bersaglio. Tutti i Cerberi indossano una completa divisa protettiva che va dai semplici stivali sino ad elmetti completi. Oltre a tutto questo, la maggior parte dei membri sono forniti di visori notturni - fortunatamente solo come funzione estetica in quanto non permettono loro di scovare i bersagli quando questi si nascondono nell'oscurità. Se tutto questo non bastasse, i Cerberi sono sempre armati di fucili d'assalto, fucili a pompa o pistole pesanti.

## Critiche e controversie
Per alcuni, Manhunt è considerato un capolavoro nel suo genere, solido e capace di suscitare vibranti emozioni. Ma c'è anche, ovviamente, chi lo bolla come uno spettacolo di bassa macelleria ripetitivo nella sua violenza e noioso. L'avvocato Jack Thompson, nemico giurato della Rockstar Games, ha accusato il gioco di trasformare i ragazzi in psicopatici assassini. Manhunt è anche stato accusato di essere la causa della morte di Stefan Pakeerah, 14 anni, inglese, assassinato dall'amico Warren LeBlanc, 17. Giselle Pakeerah la madre della vittima, ha detto che LeBlanc era ossessionato da Manhunt. Si è scoperto successivamente che Warren LeBlanc non possedeva e non aveva mai giocato a Manhunt, il quale la polizia ha chiarito che in realtà una copia del gioco era in possesso della vittima.

## Sequel
Il sequel, Manhunt 2, è uscito nel 2007.

## Curiosità
- Il suono di quando si raccolgono armi, oggetti e antidolorifici, è lo stesso di Grand Theft Auto III quando si svolge la medesima azione.
- L'esecuzione rapida eseguibile col coltello o con la scheggia di vetro è la stessa presente in Grand Theft Auto San Andreas.
- Nel gioco sarà possibile spesso scorgere vari modelli di auto ormai distrutti e arrugginiti. Tali modelli sono la Blista Compact di Grand Theft Auto Vice City, auto della reporter, e la Stallion, auto presente in Grand Theft auto III.

| Controllo di autorità | BNF (FR) cb17713079j (data) |